# Bruce Buck
Bruce M. Buck – założyciel i partner zarządzający londyńskim biurem amerykańskiej kancelarii prawnej Skadden, Arps, Slate, Meagher & Flom. W 1967 roku uzyskał tytuł Bachelor of Arts na Colgate University, w 1970 roku tytuł Juris Doctor na Columbia University. Jest również prezesem klubu piłkarskiego Chelsea F.C. W zakresie jego praktyki znajdują się europejskie fuzje i przejęcia firm, finansowanie projektów i działanie rynków kapitałowych.

## Kariera
Bruce Buck pracuje w Europie jako prawnik od 1983 roku. W 1983 roku wyjechał z Nowego Jorku do Anglii na dwa lub trzy lata w ramach stażu z polecenia swojej ówczesnej kancelarii, White & Case. Pięć lat później został zwerbowany przez specjalistów od fuzji i przejęć kancelarii Skadden, Arps i otrzymał zadanie rozwinięcia od początku działalności firmy w Europie. Od tej pory pozostał tu na stałe. Jego praca, jako partnera odpowiedzialnego europejskich biur Skaddena, obejmuje szeroki zakres transakcji w obrębie rynków kapitałowych. Buck reprezentuje zarówno europejskich, jak i nieeuropejskich klientów w pełnym zakresie międzynarodowych transakcji finansowych, głównie w związku ze sprzedażą papierów wartościowych lub finansowaniem śmieciowych i innych długów. Rzekomo najbardziej suchy humorzysta wśród prawników miał wedle słów branżowego magazynu The Lawyer (ang. Prawnik) wygłosić prawdziwy skarb wśród godnych powtórzenia cytatów:
Jestem podobno odpowiedzialny za wszystkie biura Skadden, Arps w Europie. Ale wiesz jak to jest: nikt w biurze mnie nie słucha, nikt w domu mnie nie słucha. Teraz jest trochę inaczej, od kiedy jestem związany z Chelsea: wszyscy chcą biletów.
Związek Bucka z Chelsea rozpoczął się w kontekście piastowania przez niego stanowiska szefa na Europę amerykańskiej kancelarii prawnej Skadden, Arps, Slate, Meagher & Flom. Skadden, Arps specjalizuje się w fuzjach, przejęciach i transakcjach na rynku kapitałowym, a Buck osobiście świadczył prawne usługi przy prowadzeniu wielu przejęć przez rosyjską firmę Sibnieft, przez którą zaczął doradzać rosyjskiemu miliarderowi Romanowi Abramowiczowi. Abramowicz był wtedy głównym udziałowcem w Sibniefcie.
Przez całe życie był miłośnikiem sportu i nie minęło wiele czasu, zanim urzekł go angielski futbol. Był doświadczony w przejęciach firm, ale warte 140 milionów funtów przejęcie wszystkich wolnych udziałów w notowanej na londyńskiej giełdzie London Stock Exchange spółki Chelsea Village plc było jego pierwszym doświadczeniem w przejmowaniu klubu piłkarskiego.
Buck jest kibicem Chelsea od późnych lat osiemdziesiątych i posiadaczem sezonowego karnetu od początku lat dziewięćdziesiątych. Jest jedynym udziałowcem w Chelsea obok Romana Abramowicza; posiada jedną akcję, a Abramowicz 84 miliony. Raczej nie udziela się publicznie, pozwalając dyrektorowi wykonawczemu Peterowi Kenyonowi być oficjalną twarzą pozaboiskowej strony klubu. Buck jest żonaty i ma trzech synów, Grahama, Brandona i Rory'ego.